# 奥西凉廊

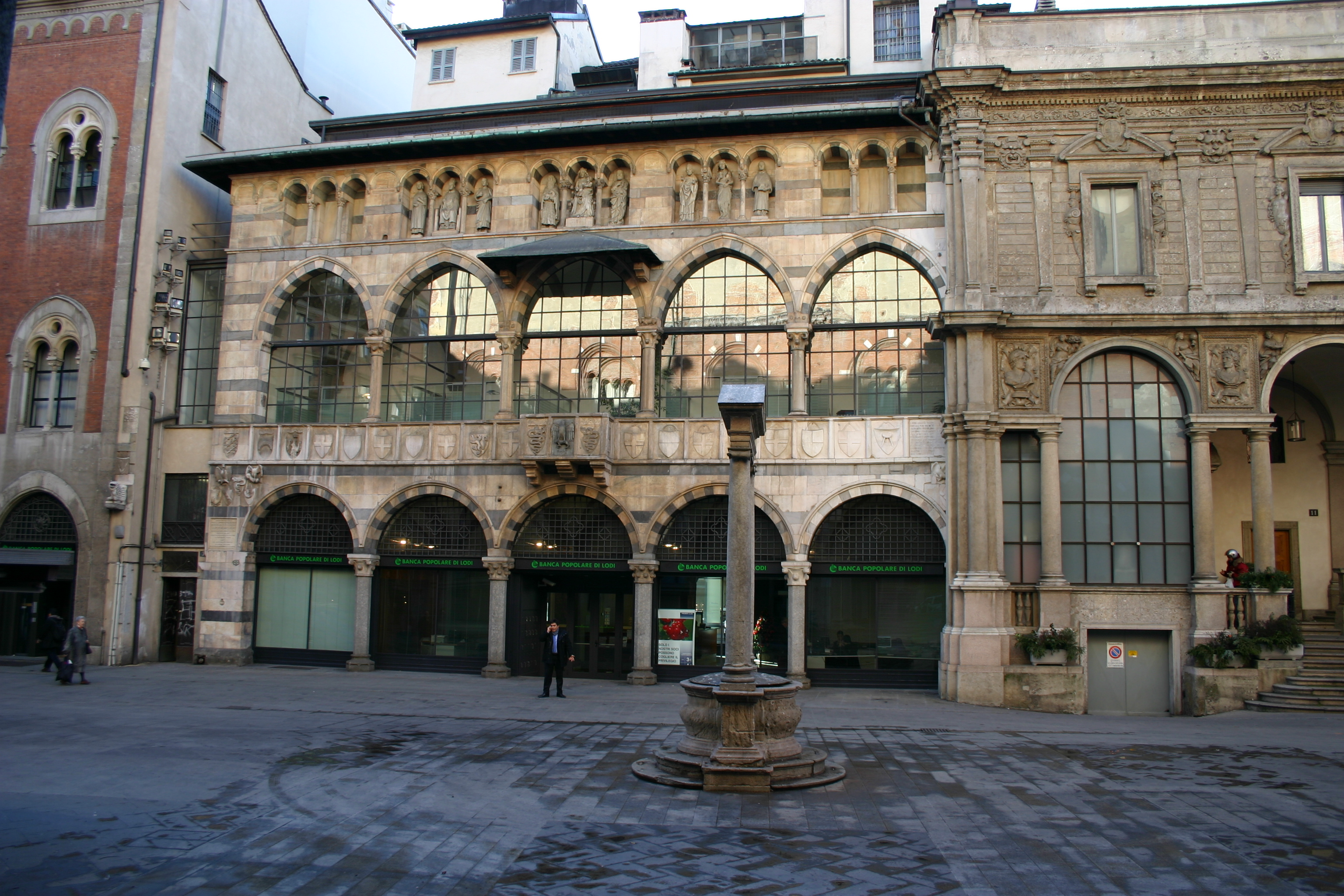
奥西凉廊

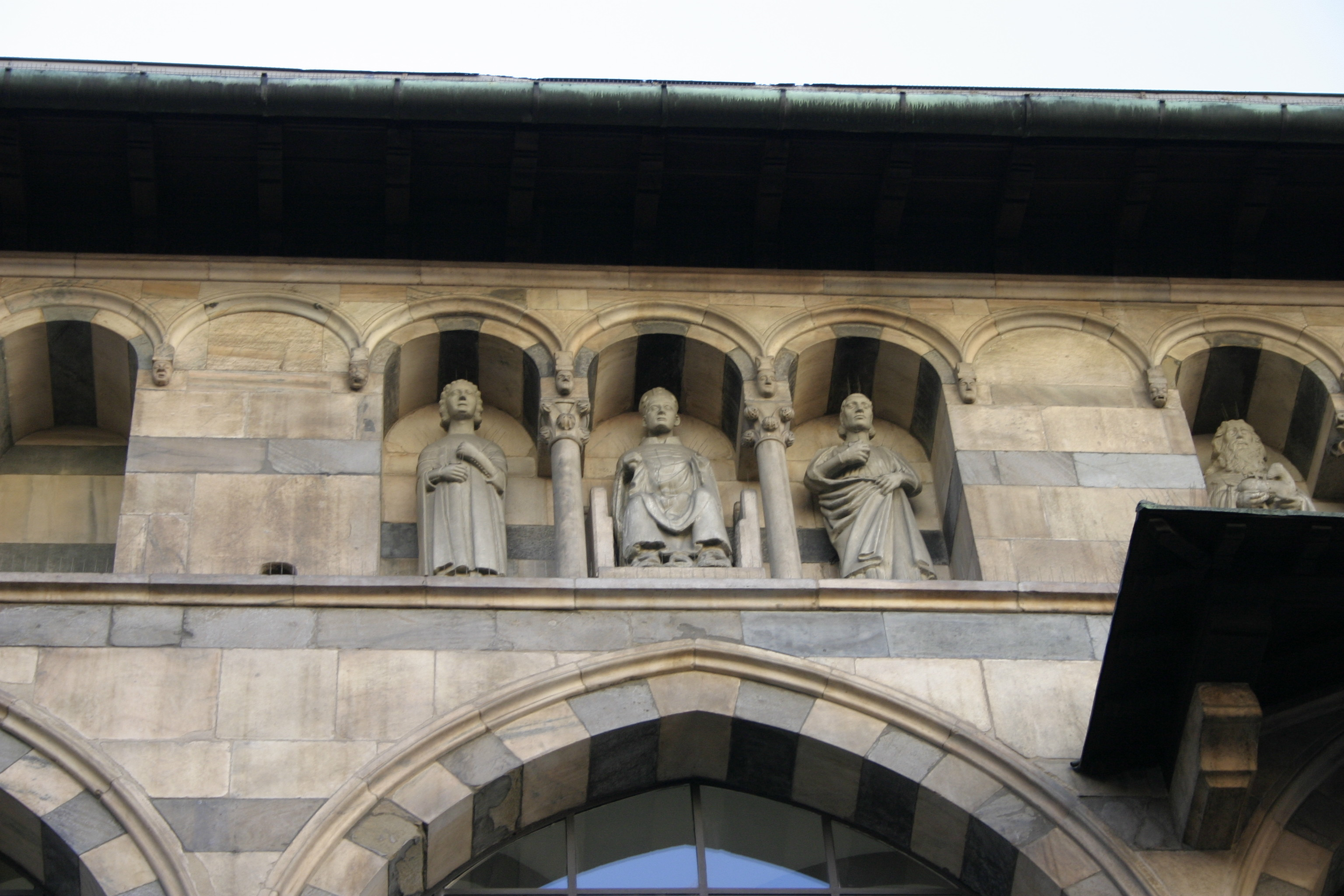
细部

奥西凉廊（Loggia degli Osii）是意大利米兰的一座历史建筑。所在的商人广场，在中世纪曾经是米兰的中央广场。

## 历史
奥西凉廊由米兰执政官维斯康蒂于1321年下令修建，他希望在理性宫附近新建一座建筑，以容纳该市的司法和公证活动。这个名字来源于奥西家族，在兴建此建筑前，该家族曾在这一地区拥有一些宫殿。凉廊的设计者是圣吉米尼亚诺的Scoto。
米兰法官在凉廊的阳台宣布判决和法令，装饰着正义的象征，抓着猎物的鹰。

## 建筑
这座建筑的立面拥有哥特式的门廊，其白色和黑色的大理石装饰对于米兰的哥特式建筑颇不寻常：当时在热那亚较为常见，也许是向维斯康蒂的妻子表示敬意。
两层凉廊的上方，是一系列三重直棂窗，内置雕像，作者是14世纪的金皮庸的乌戈和他的儿子乔瓦尼，以及来自意大利金皮庸和托斯卡纳的其他大师。